# Cmentarz żydowski w Bukowsku
Cmentarz żydowski w Bukowsku – położony jest 2,5 km od centrum wsi przy drodze prowadzącej od Domu Ludowego w stronę nieistniejącej wsi Kamienne. Zajmuje powierzchnię około 0,5 ha. Znajduje się na nim obecnie około 10  macew z hebrajskimi inskrypcjami.  Do zniszczenia kirkutu przyczyniły się działania władz okupacyjnych w okresie od 1941–1942, kiedy to ponad 80 macew zostało przewiezionych z Bukowska do Sanoka i użyte do brukowania ulic. Pozostałe uszkodzone macewy wykorzystano podczas okupacji do utwardzenia dróg w Bukowsku.

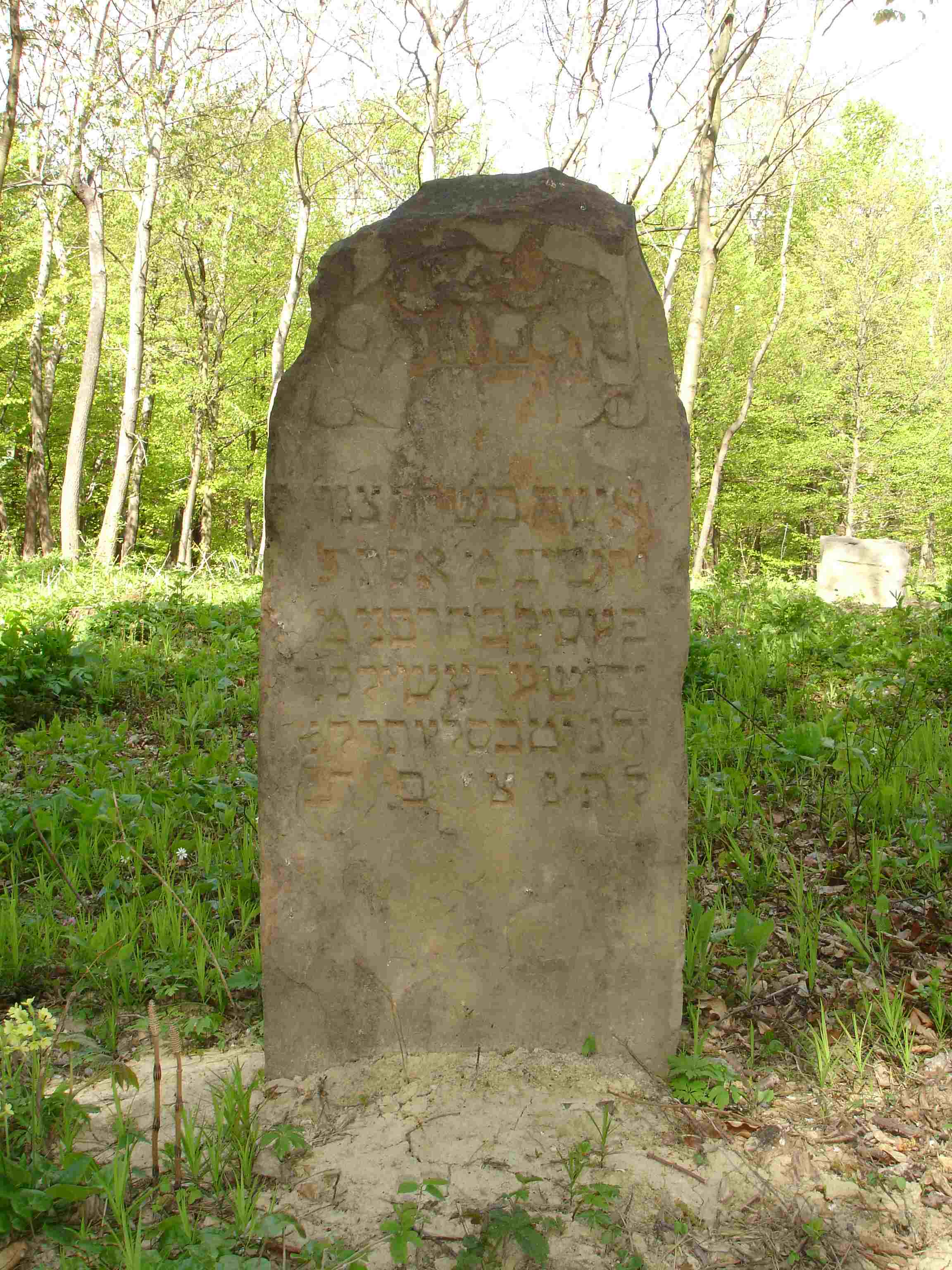
Macewa

O istniejącym w Bukowsku kirkucie wspominają po raz pierwszy dokumenty władz austriackich z roku 1870. W dniach od 5 sierpnia do 15 października 1942 gestapowcy z Sanoka pod dowództwem Lwa Humeniuka zamordowali na terenie kirkutu 100 bukowskich Żydów.  Wśród zabitych byli m.in. członkowie rodzin: Glodkland, Szmerglowski, Jarmark, Menaszko, Pinter, rodzina Piuberów, bracia Sigtów, rodzina Sternów.
29 kwietnia 2007 przy udziale społeczeństwa oraz władz gminy Bukowsko po 65 latach modły na kirkucie odprawił rabin Piotr Weinberg.